# 發展協調障礙
發展協調障礙（developmental coordination disorder，DCD）也稱為發展性協調障礙、发育性运动协调障碍、動作協調障礙或動作障礙是一種神經發展障礙。其特徵是大腦訊息無法準確傳遞到身體，導致肢體協調受損。動作技能的缺失隨着兒童的實際年齡干預日常生活活動。發展協調障礙只在沒有其他神經損傷（例如大腦麻痺、多發性硬化症或帕金森氏症）之下方可診斷。
根据加拿大CanChild的说法，这种疾病影响5%到6%的学龄儿童。不過这种疾病确实会发展到成年，成为终身的健康狀況。

## 徵象和症状
由於無法治癒，發展協調障礙影響各種發育，將會持續到成年。通常發展出各種應對策略，應對策略能夠透過職業治療、物理治療、語言治療、心理治療及心理動作治療加強。
肢體受損之外，發展協調障礙影響記憶（尤其工作記憶）。患者難以記得指令、限期及管理時間，並且傾向忘記物品以及難以執行需要記得多個步驟的任務（例如煮食）。縱使人們普遍在某程度上也碰到上述難題，上述難題卻更大程度上影響患者的生活。很多患者雖然短期記憶差勁，長期記憶卻出色。患者受惠於有序環境，因為重複例行程序減低時間管理的難度，患者也能夠將步驟置於長期記憶當中。
患者有時難以調整來自身體的感官資訊。因此，這些患者也許容易遭受感官過度負荷和恐慌發作。
有些患者遭遇肢體動作的中度至極端困難。由於正確執行肢體動作消耗大幅能量，導致發展協調障礙患者普遍疲憊。肌肉張力減退及肌肉張力低同樣損害一些發展協調障礙患者的平衡力

### 一般運動控制
全身動作和動作協調問題指主要發展目標（包括步行、跑步、攀爬和跳躍）受影響。遭受的困難因人而異，可能包括以下行為：
- 節拍不當[20]
- 平衡力差[20][21]（有時甚至中幅度步行摔倒，常見自己絆倒自己）
- 難以合併一連串受控動作
- 難以記得下一個動作
- 難以意識空間[21][22]或肌肉運動知覺。
- 難以拾起及握住簡單物品如鉛筆，因為肌肉張力或肌肉運動知覺差勁
- 笨拙到碰跌物品令自己受傷及不小心撞到人
- 左右不分
- 常見交叉用手、轉換慣用手、雙撇子
- 難以咀嚼食物

### 精細動作控制
精細動作問題導致難以執行多方面的任務，例如使用刀叉、扣鈕、綁鞋帶、煮食、刷牙、弄頭髮、剃鬚、化妝、保養、打開瓶罐及包裝、鎖門及開鎖、做家務。
精細動作協調問題也會導致書寫困難，或許出自聯想或聯想動作困難。行為可能包括：
- 學習基本動作[25]
- 建立想要的書寫速度[23]
- 正確握筆[23]
- 難以閱讀的筆跡，以可能漏字或錯誤排列文字
- 排列字位——例如拉丁字母以及數字

### 發展性言語失用症
發展性言語失用症（DVD）是一種聯想障礙性失用症，導致言語障礙。英國支持這個術語，但發展性言語失用症有時被稱為構音運用障礙（articulatory dyspraxia），在美國通常稱為兒童期言語失用症（childhood apraxia of speech, CAS）。
主要行為包括：
- 難以控制言語器官
- 難以發音
- 難以發出一連串的聲音
  - 單字音節，以及
  - 以單字組成句子
- 難以控制呼吸、抑制流涎和唱歌時發聲（有歌詞）。
- 語言發展緩慢

### 相關失調及二次後果
發展協調障礙患者也許有以下共病：
- 注意力缺失及過度活躍症（ADHD）（注意力不集中、過度活躍、衝動行為）[29][30][31]
- 胎儿酒精谱系障碍[32]
- 自闭症谱系其中一个条件[31][33][34][35]
- 计算障碍（数字困难）[36]
- 書寫障礙（无法整齐地书写或绘画）[37]
- 閱讀障礙（阅读和拼写困难）[38]:28
- 肌肉張力障礙（肌张力低）[2]
- 非语言学习障碍[39]
- 感官處理障碍[40]
- 发展性语言障碍（DLD）[41]
- 视觉感知缺陷[42]

不過，發展協調障礙患者不太可能同時具備上述所有條件，其遭受困難的程度因人而異。一個患者的主要弱項可能是另一個患者的強項或天賦。例如有些患者有讀寫障礙，或計算障礙，其他患者卻或許有出色的閱讀、拼寫或數學能力。ADHD和發展協調障礙的共病率特别高，大約50%（一半發展協調障礙患者有ADHD，一半ADHD患者有發展協調障礙）。

#### 感官處理障礙
感官處理障礙（SPD）是對於生理刺激的過度敏感或過度不敏感（例如觸覺、視覺、聽覺及嗅覺）。可能外現為無能力忍受某種質地（例如砂紙）或布料（例如羊毛）、口腔無法忍受口感過於豐富的食物（普遍被認為挑食）、被觸碰（觸覺過度敏感的個案）、或由於陽光使其不適而需要定期在戶外使用太陽眼鏡（視覺過度敏感的個案）。厭惡響亮音樂及本身響亮的環境（如舞廳及酒吧）是聽覺過敏的典型表現，只有在異常溫暖或寒冷環境之下才感到舒適是溫度過敏的典型表現。對刺激過於不敏感也許會造成困難，因為個人缺乏足夠的感官資訊去理解身體在空間的哪個位置，令其更難以完成任務。對痛楚過於不敏感或許不意識自己受傷。

#### 發展性言語障礙
發展性言語障礙（DLD），前稱特殊語言障礙（specific language disorder, SLI）、接受性-表達性混合語言障礙或言語障礙。研究發現擁有正常語言技巧的發展協調障礙學生仍然經歷學習障礙。即是說，發展協調障礙學生遭遇的學習障礙取決於其工作記憶能力。任何語言強項不足以完全支持其學習。
發展協調障礙學生的視覺空間記憶遭受最大障礙。患有發展協調障礙的學生相對可能在視覺空間記憶得到差勁的分數，比沒有此障礙的同儕高出7倍。視覺空間記憶受損是一種工作記憶受損，導致患有發展協調障礙的學生同時出現學習障礙。

#### 心理和社交後果
心理層面：發展協調障礙兒童也許遭受社交上比同儕較低的自我效能，以及認為自己的能力比同儕低。有些兒童展現更高程度的攻擊性及活躍度。
社交層面：兒童也許更容易遭受社會排擠及欺凌，或許令其更孤獨。

## 診斷
評估發展協調障礙通常需要潛在患者的童年發展歷史，患者的童年發展歷史需要詳細說明重要的兒童發展階段（如爬行和步行）在甚麼歲數發生。
為了診斷兒童是否患上發展協調障礙，美國精神醫學學會列出四種包括性的主要診斷準則。
準則如下：
1. 動作協調大幅降少，智力正常
2. 動作協調或動作規劃的困難干預兒童日常生活
3. 動作協調困難不是出自其他醫療狀況
4. 即使有共病（如智力障礙或其他發展障礙），動作協調仍有不成比例的影響[12]

能夠應用於發展協調障礙的篩查包括：
- Movement Assessment Battery for Children (Movement-ABC – Movement-ABC 2)[51][52][53][54][55]
- Peabody Developmental Motor Scales- Second Edition (PDMS-2)[51]
- Bruininks-Oseretsky Test of Motor Proficiency (BOTMP-BOT-2)[51][56][57][58]
- Motoriktest für vier- bis sechsjährige Kinder (MOT 4–6)[51][59]
- Körperkoordinationtest für Kinder (KTK)[51]
- Test of Gross Motor Development, Second Edition (TGMD-2)[51]
- Maastrichtse Motoriek Test (MMT)[51]
- Wechsler Adult Intelligence Scale (WAIS-IV)
- Wechsler Individual Achievement Test (WAIT-II)
- Test Of Word Reading Efficiency Second Edition (TOWRE-2)
- Developmental Coordination Disorder Questionnaire (DCD-Q).[60] 此問卷已譯成多種語文，例如法文人士可用加拿大法文版[61]或歐陸法文版[62]。
- Children's Self-Perceptions of Adequacy in, and Predilection for Physical Activity (CSAPPA)[63]

目前沒有單一評估測試。
最低限度的動作評估是介入發展障礙的起點。對比正常兒童的發展速度或許有助尋找患童明顯遭受困難的方面。

不過，《英国特殊教育杂志》的研究顯示，仍然嚴重缺乏有關識別及應對各種困難的知識（包括發展協調障礙、閱讀障礙、DAMP）。及早留意及評估能夠更快介入。如果老師或全科醫生只是粗略診斷，很可能會錯過有需要的患者。
「如果老師知識有限，就無法識別或幫助學習障礙的兒童。相似地，醫生難以偵測及轉介學習障礙兒童到適當的地方。」

### 分類
發展協調障礙在《精神疾病診斷與統計手冊第五版》 (DSM-5) 归类为动作障碍，位於神经发育障碍類別。

## 控制
發展協調障礙無法治癒，只能透過治療控制。物理治療或職業治療能夠幫助患者。
有些患者利用替代方法幫助自己，例如打字取代寫字，或利用日記及日曆保持條理。Cochrane在2017年審核對發展協調障礙的任務導向介入，得到不一致的結果，呼籲隨機化對照組及進一步研究。

## 流行病學
發展協調障礙是終生神經系统狀況，男性和女性同樣普遍。不過目前的診斷準則有利男性，導致超過80%男性在16歲前確診，相對22%女性。發展協調障礙的實際比例是未知，由於缺乏具體實驗室測試而難以偵測。因此，只要診斷出其中一種狀況就會排除其他可能的原因或疾病。大約5%-6%兒童及成人受此影響。

## 歷史
Collier首先形容發展協調障礙為「先天性發育不良」。1972年，A. Jean Ayres形容發展協調障礙為感官統合障礙。1975年，醫學博士Sasson Gubbay稱之為「笨拙兒童症」。發展協調障礙也曾被稱為「最低度腦部失能」，後兩者已不再使用。
其他名称包括发展性失用症、注意力和运动感知障碍（DAMP）、動作障碍、发育性运动障碍、動作學習障礙感知動作失能和感官動作失能。
世界衛生組織目前將發展協調障礙列作「動作功能的具體發展障礙（"Specific Developmental Disorder of Motor Function"）」

## 流行文化
Ryan Sinclair是BBC科幻电视节目《神秘博士》中博士的人类伴侣，患有这种失調。该角色于2018年首次亮相。

### 著名案例
公開表明確診發展協調障礙的人包括《哈利波特》演员丹尼尔拉德克利夫、摄影师大卫贝利、模特卡拉迪瓦伊、歌手弗洛伦斯韦尔奇、英国政治家艾玛勒威尔巴克、橄榄球联盟球员Ellis Genge、演员Will Poulter、歌手Mel B、演员Olive Gray、作家Holly Smale、游戏评论家John "TotalBiscuit" Bain和音乐家托亚·威尔考克斯。